# 東宝シアタークリエビル
東宝シアタークリエビル（とうほうシアタークリエビル）は、東京都千代田区有楽町一丁目2-1にある東宝所有の演劇劇場、ホテルのある複合高層ビル。

## 概要
1970年よりはじまる東宝日比谷アミューズメント街再開発プロジェクトの最後は、東宝本社ビル・東宝会館の跡地に今の時代に合わせた高層ビルを建築。完成したビルの外装はは新たなランドマークとしての斬新さと存在感をアピールするため千鳥の開口部にし、開放的な低層部とあわせて都市的な雰囲気を演出しています。中には演劇劇場・シアタークリエと横浜東宝会館と上野東宝劇場・上野宝塚劇場の跡地の再開発に倣ってホテル・レムが入居している。

## スタッフ
- ディレクター：堀口譲司（竹中工務店 設計部副部長）
- デザイナー：美島康人（竹中工務店 設計部課長）、加来真一（竹中工務店 設計部担当）

## レム日比谷
レム日比谷（れむひびや）とは、東京都千代田区有楽町一丁目2-1にある阪急阪神ホテルズが運営する宿泊特化型ホテルである。

### 概要
阪急阪神ホテルズのレム第一号店として開業。「快眠」をコンセプトに、客室の水廻りをガラスの間仕切とし、一部開口部に隣接させるなど開放的でスタイリッシュなインテリアとした。2階のロビーには飲食施設として無印良品の飲食店・カフェ&ミール ムジ 日比谷が入居している。支配人は貴柳みどりが務めた。

### 客室
1. シングルルーム（窓際シャワーブース）
  - 80室：15.1平方メートル ベッド幅：1,400mm×2,000mm
2. シングルルーム（内側シャワーブース） 
  - 143室：15.1平方メートル ベッド幅：1,400mm×2,000mm
3. ツインルーム
  - 32室：23.5平方メートル ベッド幅：1,100mm×2,000mm

## 交通アクセス
- 山手線・京浜東北線、東京メトロ有楽町線 有楽町駅（日比谷口）より徒歩4分
- 東京メトロ銀座線・東京メトロ丸ノ内線 銀座駅C1出口より徒歩約5分
- 東京メトロ日比谷線 日比谷駅A4出口より徒歩約4分
- 東京メトロ千代田線 日比谷駅A13出口より徒歩約2分

## 受賞歴
- グッドデザイン賞